# Grifon
Grifon, još Grifin ili Grifen (grč. γρύφων ili γρύπων; lat. gryphus), legendarna zvijer s tijelom lava i glavom orla. Ženka ima i orlova krila. On je prezentiran s četiri noge, krilima i orlovim pandžama na stražnjim nogama te ušima.
Klasični i heraldični grifoni bili su muški i ženski. Takozvani "muški" grifon nazvan je keythong u engleskim heraldičnim manuskriptima iz 15. stoljeća.
Najstariji prikazi tih mitoloških bića potječu iz drevnog Egipta, gdje su najčešće prikazivani u kombinaciji lava i ptice ili lava i čovjeka (sfinga). Iz Mezopotamije potječe križanac lava i bika, bika i čovjeka, lava i ptice, škorpiona i čovjeka, raznoraznih zmajeva i sl. U Indiji i Perziji poznata je kombinacija lava ili bika s pticom grabljivicom.
Nije točno utvrđeno kako su se od tih bića razvili grifoni. U Grčkoj je nastao tzv. ptičji tip, vrlo blizak egipatskom tipu.

## U književnosti
U književnosti se grifoni prvi put spominju kod Hesioda, ali taj podatak potječe od kasnijeg komentatora njegova djela. U prvoj polovini 5. stoljeća pr. Kr. spominje ih Herodot, koji piše da su to čudovišta s lavljim tijelima, orlovskimm krilima i pandžama koja žive negdje daleko na sjeveru Azije čuvajući ondje bogata ležišta zlata.
Eshil ih naziva Zeusovim psima s ptičjim kljunom, koji ne laju.